# برندان هانسن
برندان هانسن (به انگلیسی: Brendan Hansen) ورزشکار مرد رشتهٔ شنا اهل کشور ایالات متحده آمریکا است. وی در بین سال‌های ‎۲۰۰۴ تا ۲۰۱۲ میلادی در مسابقات بازی‌های المپیک تابستانی در مجموع ۶ مدال، شامل ۳ مدال طلا و ۱ نقره و ۲ برنز را کسب کرد.